# McDonnell XH-20 Little Henry
McDonnell XH-20 Little Henry là một loại trực thăng hạng nhẹ thử nghiệm của Hoa Kỳ trong thập niên 1940, do McDonnell Aircraft thiết kế chế tạo.

## Biến thể
XH-20
XH-29

## Operator

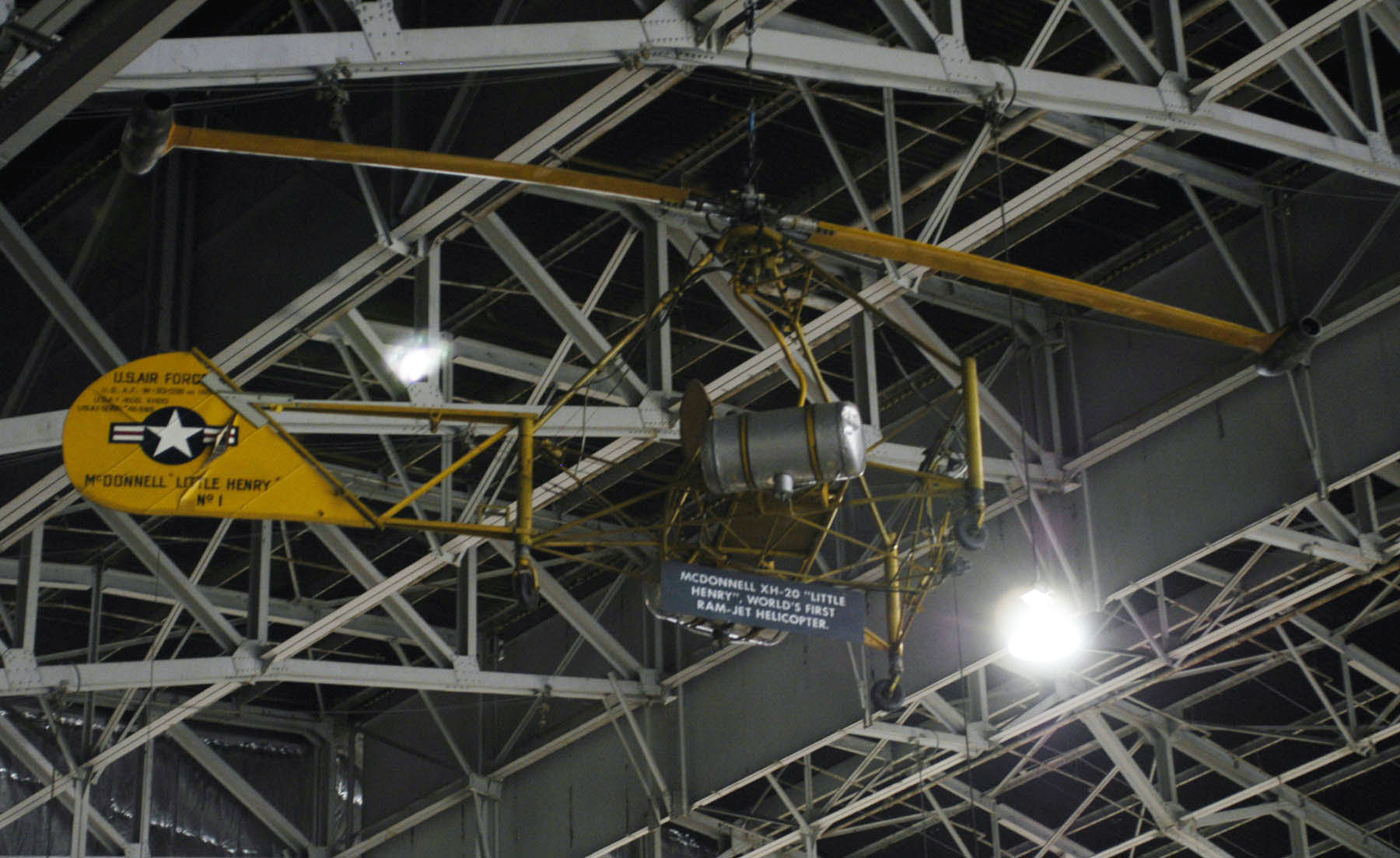
XH-20 tại NMUSAF

Hoa Kỳ
- Không quân Hoa Kỳ

## Tính năng kỹ chiến thuật
Dữ liệu lấy từ 
Đặc tính tổng quát
- Kíp lái: 1
- Chiều dài: 12 ft 6 in (3,81 m)
- Chiều cao: 6 ft 8 in (2,03 m)
- Trọng lượng rỗng: 290 lb (132 kg)
- Động cơ: 2 × McDonnell kiểu ramjet
- Đường kính rô-to chính:    20 ft (6,1 m)

Hiệu suất bay
- Vận tốc cực đại: 50 mph (80 km/h; 43 kn)